# Союзный проспект (Санкт-Петербург)
Сою́зный проспе́кт — проспект в Невском районе Санкт-Петербурга. Юридически проходит от улицы Коллонтай до улицы Большой Яблоновки, фактически состоит из участка от улицы Коллонтай до Складской улицы, а также тупика, примыкающего к Большой Яблоновке.

## История
Проспект получил название 28 мая 1979 года. Оно отражает провозглашение Конституцией СССР 1977 года «единого союзного многонационального и социалистического государства».
В декабре 2023 года завершилось строительство участка Союзного проспекта от улицы Коллонтай до Складской улицы. Проект разработало ГУП «Ленгипроинжпроект». Это не полноценная дорога, а два боковых проезда с газоном посередине вместо основного хода. В рамках проекта был разбит сквер между Союзным проспектом и улицей Бадаева. В будущем на пересечении Союзного проспекта, улицы Коллонтай и Дальневосточного проспекта построят развязку с дорогой, которая будет вести отсюда на Большой Смоленский мост через Неву.

## Застройка
- № 3, корпус 1, — поликлиника (2021[6])
- № 3, корпус 2, — детский сад (2015[7])
- № 4 — жилой дом (2014[8])
- № 5, корпус 2, — школа (2018[9])
- № 6, корпус 1, — жилой дом (2014[10])
- № 6, корпус 2, — детский сад (2024[11])
- № 13 — нежилое здание (2004[12])
- № 7 — детская поликлиника (2021[13])
- № 8, корпус 1, — жилой дом (2014[10])
- № 8, корпус 2, — детский сад (2023[14])
- № 10 — жилой дом (2017[15])
- № 12 — торговый центр (2016[16])
- № 13 — нежилое здание (2004[12])

## Транспорт
Ближайшие к Союзному проспекту станции метро — «Ладожская» и «Проспект Большевиков».
С 6 июля запущен автобусный маршрут №209 (пр. Солидарности — Союзный пр.) 

## Пересечения
- Улица Коллонтай;
- Складская улица;
- Улица Большая Яблоновка.